# Josh Eppard
Josh Eric Eppard (Kingston, 6 dicembre 1979) è un batterista e rapper statunitense.
Figlio del chitarrista, cantante e bassista americano Jimmy Eppard, è stato dapprima il batterista di una band newyorkese di rock progressivo, i 3, assieme a suo fratello Joey (chitarrista). Con i tre partecipa, giovanissimo, a Woodstock 1994.
Successivamente, dopo un'esperienza con i Bleed Theory, nel 2000, si unisce ai Coheed and Cambria, un altro gruppo rock progressivo con cui rimane fino al 2 novembre 2006, giorno in cui ufficialmente lascia la band per un periodo di tempo indefinito a causa di motivi personali.
È il rapper del progetto hip hop Weerd Science e dal 20 febbraio 2008 è entrato a far parte dei Counterfeit Disaster.

## Strumenti/Vocals
A differenza di altri batteristi, Eppard non utilizza il doppio pedale ma il singolo perché sostiene che il "groove" è migliore. Eppard, inoltre, utilizza una batteria per destri, ma suona come se fosse mancino (open-handed) ad eccezione dei piedi.
Eppard è in grado di suonare, oltre alla batteria, la chitarra e le tastiere. Sa anche cantare, oltre a rappare, e durante i concerti dei Coheed and Cambria faceva da seconda voce nelle canzoni "Blood Red Summer" e "The Suffering".

### Strumentazione
Batteria:  C&C Custom Drums - Colore "Red Sparkle"
- 6.5" x 14" Rullante
- 8" x 10" Tom
- 9" x 12" Tom
- 15" x 15" Timpano
- 18" x 22" Grancassa

 Pelli: 
- Rullante (Remo Coated Emperor)
- Toms (Pinstripes battente e Clear Ambassadors risonante)
- Grancassa (Remo Powerstroke 3 con il logo C&C Custom davanti)

 Piatti (Sabian): 
- 8" AA Splash
- 13" AA Hi-Hats
- 18" AA Chinese
- 21" AA Raw Bell Dry Ride (Crash)
- 21" AA Rock Ride (Ride)

 Bacchette:  Vic Firth 5B - Wood Tip.
 Hardware:  tutto Drum Workshop serie 7000.
 Pedali:  Drum Workshop 9000 a pedale singolo.
 Microfoni (Live): 
- Shure SM57 (Rullante)
- Sennheiser 604 (Toms)
- Shure 52 e 91 (Grancassa)
- Neumann KM184 (Overheads)

## Curiosità
- Oltre ai tatuaggi comuni agli altri componenti dei Coheed and Cambria (una libellula e la keywork), su entrambe le braccia Eppard si è fatto tatuare il simbolo dei Weerd Science, cioè le lettere W ed S sovrapposte.

## Discografia

### Come Weerd Science
Vedi la discografia dei Weerd Science per una lista completa.

### Con i 3
- Paint By Number (1999)

### Con i Coheed and Cambria
Vedi la discografia dei Coheed and Cambria per una lista completa.

### Altro
- Voce in Newborn (1999, con Bobby Delicious).
- Voce in Beyond These Years registrata nel 1999 per l'album dei Newborn e pubblicata su  myspace.com/djstylesofweerdscience: in questa traccia compare anche il fratello Joey.
- Batteria e voce nella traccia Hollow Point dei Bleed Theory.
- Voce nelle tracce A Man And His Mic e Evil Evil dell'album di Bobby Delicious The Undisputed Truth.
- Batteria nell'album dei Children of the Deuce con lo pseudonimo di Deuce Newton (2005).